# 2004年鐵路
此條目列出2004年發生有關鐵路運輸的事件。

## 事件

### 1月
- 1月1日：休斯頓輕軌通車。
- 1月7日：寧西鐵路通車。
- 1月14日：盆唐線二梅站啟用。

### 2月
- 2月1日：橫濱高速鐵道港未來線通車，開始與東京急行電鐵東橫線直通運行。東橫線從原來的終點站櫻木町站縮短至橫濱站並地下化。
- 2月3日：澳洲開出第1班客運列車橫過整條阿德萊德－達爾文鐵路（英语：Adelaide–Darwin railway），次日抵達，來往阿德萊德和達爾文港。
- 2月6日：發生2004年2月莫斯科地鐵爆炸事件，在莫斯科地鐵汽車廠站引爆，造成41人死亡。
- 2月19日：水紅鐵路正式通車。

### 3月
- 3月9日：諾丁漢特快通車。
- 3月11日：發生馬德里三一一連環爆炸案，馬德里一班西班牙近郊鐵路通勤列車發生連環爆炸，191人死亡，超過1,800人受傷。
- 3月13日：日本貨物鐵道開始以JR貨物M250系電力動車組進行貨物運送。同時，九州新幹線部分開業，鹿兒島本線部分路段交由肥薩橙鐵道營運。
- 3月14日：新澤西公共交通河岸線（英语：River Line (NJ Transit)）通車。
- 3月20日：泰國和寮國政府簽署協議，由泰寮友誼大橋延長至寮國的塔納楞車站，成為寮國第一條鐵路[1]。
- 3月28日：天津地鐵津濱輕軌開始運行[2]。

### 4月
- 4月1日：京釜高速線第一階段通車，來往首爾至釜山只需2小時40分鐘。
- 4月1日：帝都高速度交通營團民營化，成為東京地下鐵。名古屋鐵道三河線部分停運。
- 4月5日：馬尼拉輕軌2號線接近全線通車。
- 4月6日：海南西環鐵路全線通車。
- 4月28日：光州都市鐵道1號線通車。
- 4月29日：歐洲鐵路機構（英语：European Railway Agency）[3]成立，總部設於法國里爾。

### 5月
- 5月1日：波特蘭輕軌黃線（英语：MAX Yellow Line）通車[4]。
- 5月8日：貝索斯電車（英语：Trambesòs）通車。
- 5月9日：馬爾馬拉鐵路開工。

### 6月
- 6月5日：雅典地鐵2號線由達夫尼站（英语：Dafni metro station）延長一站至聖迪米特里奧斯站（英语：Agios Dimitrios metro station）。
- 6月26日：明尼阿波利斯輕軌藍線通車。
- 6月26日：一列西班牙高速鐵路102型列車達到每小時365公里的新極速[5]。
- 6月30日：都柏林輕軌綠線通車。

### 7月
- 7月1日：都市基盤整備公團讓渡北總·公團線予千葉新城鐵道，千葉新城鐵道成為第三種鐵道事業者，北總·公團線亦改名為北總線。
- 7月3日：曼谷地鐵藍線通車。
- 7月15日：拉斯維加斯單軌電車通車。
- 7月28日：武漢地鐵1號線第一階段通車。

### 8月
- 8月9日：雅典地鐵2號線由塞浦利亞站（英语：Sepolia metro station）延長一站至聖安東尼奧斯站（英语：Agios Antonios metro station）。

### 9月
- 9月24日：盆唐線九龍站啟用。
- 9月26日：都柏林輕軌第二條路線都柏林輕軌紅線通車。
- 9月29日：台北捷運小碧潭支線通車。

### 10月
- 10月6日：青波線通車，名古屋市營地下鐵名城線由名古屋大學站延長至新瑞橋站，形成環狀線，往名古屋港站的支線改名為名港線。因應名城線新開通路段設立了瑞穗運動場東站。
- 10月14日：基輔地鐵瑟雷茨-佩切拉線由多羅霍日奇站延長至瑟雷茨站。
- 10月24日：九廣東鐵尖沙咀支線啟用，九廣東鐵南延至尖東站。
- 10月29日：馬尼拉輕軌2號線全線通車。

### 11月
- 11月20日：莫斯科單軌鐵路實驗性開通。
- 11月26日：京都市營地下鐵東西線由醍醐站延長至六地藏站。
- 11月26日：盆唐線由梧里站延長至寶亭站。

### 12月
- 12月1日：東京單軌電車羽田線由羽田機場站延長至羽田機場第2大樓站。
- 12月20日：德里地鐵黃線通車。
- 12月21日：馬鞍山鐵路通車（現已併入屯馬綫一部分），來往大圍站至烏溪沙站。
- 12月28日：深圳地鐵1號線和4號線通車，上海軌道交通1號線延長至共富新村站。